# Guto Antunes
Guto Antunes (São Paulo, 2 de setembro de 1978) é um triatleta brasileiro.

## Carreira
Guto começou a prática do esporte bem cedo, através de várias modalidades como natação, futebol, corrida, caratê, ciclismo. Através deste contato, seu interesse pelo esporte cresceu. Em 1999 começou a competir no triathlon, sendo profissionalmente a partir de 2004.
Foi membro do time de corredores fundistas da Universidade Mackenzie, quando atingiu o vice-campeonato universitário nos 800m e 3000m no ano de 1999, em sua primeira prova. Utilizava a natação e o ciclismo para completar suas atividades enquanto corredor. Paralelamente, disputou o Campeonato Paulista de Maratonas Aquáticas sagrando-se terceiro colocado no Universitário de Maratonas Aquáticas de 2003. A partir deste ano, sua aptidão para eventos multiesportivos foi crescendo, onde em 2004 Antunes começou a disputar os circuitos profissionais nas distâncias Sprint e Olímpico. Seus principais resultados até 2005:
- Campeão Sul-Americano Categorias - 2004
- Vice-campeão ITU (International Triathlon Union) Elite Mexicana - Cancun/México - 2004
- Campeão geral Short Triathlon Santos - 2004
- Terceiro colocado Campeonato Paulista de Triathlon Olímpico  - 2004
- Quarto colocado Campeonato Paulista de Triathlon Olímpico - 2005
- TOP 10 Troféu Brasil Triathlon Olímpico - 2005

Em 2006 atingiu resultados ainda mais expressivos ao país. Conseguiu o terceiro lugar numa das maiores e mais tradicionais provas de triathlon do mundo, o Nautica Malibu Triathlon. A prova acontece anualmente na Califórnia, EUA, com um total de 2000 participantes. Ao voltar desta conquista, ainda teve fôlego para sagrar-se TOP 5 geral na competição mais importante no território brasileiro, o Troféu Brasil de Triathlon Olímpico.
Em março 2007 sofreu um grave acidente ao ser atropelado durante um treinamento de ciclismo em São Paulo por um carro desgovernado, sofrendo uma grave fratura na coluna vertebral. Antunes se recuperou em tempo recorde e em apenas 3 meses voltou a competir. Em agosto, conquistou a 3º colocação na Etapa USP do Troféu Brasil de Triathlon em uma prova inesquecível (frente à sua torcida). Participou também de uma das mais importantes provas do calendário internacional, o Los Angeles Triathlon, sagrando-se TOP 15 em prova de nível mundial. Fechou a temporada com um excelente 4º lugar no Nautica Malibu Triathlon, onde novamente foi destaque competindo diretamente com o campeão mundial, Chris Mccormack (2º colocado na prova)e boas atuações nas etapas seguintes do Troféu Brasil em Santos.
Em 2008, passou um período de treinamento e provas em San Diego, Estados Unidos, conseguindo resultados importantes em terras americanas:
- Campeão US Club Nationals - Las Vegas
- Campeão Long Beach Triathlon - Los Angeles (Recorde do percurso)
- Top 15 Los Angeles International Triathlon - Los Angeles
- Top 15 Malibu Olympic Triathlon - Malibu
- Top 20 US OPEN Triathlon - Dallas

Em 2009 e 2010 foi destaque no tradicional South Beach Triathlon, conquistando o Top 3 em ambos os anos. Neste biênio, estreou em provas de longa distância e mostrou que logo se transformaria em um "fator" na distância. Foi Top 5 no 70.3 Ironman Brasil 2010, classificando-se para o Mundial da modalidade em Clearwater-EUA, terminando o ano na 32º posição do ranking mundial da distância. Também continuou a colher resultados no Troféu Brasil de Triathlon, sendo novamente Top 5 no ranking profissional do Troféu Brasil de Triathlon
Repetiu o feito em 2011, sendo Vice-Campeão do Troféu Brasil de Triathlon, mesmo não focando os treinos para a distância. Foi neste ano que começou o treinamento para a estreia na distância de "full" Ironman, onde Antunes estreou em 2012 no Ironman Brasil, conquistando o Top 15 em sua estréia, frente a um grande field internacional.
O ano de 2013 coroou uma grande temporada na distância 70.3 Ironman, onde Guto sagrou-se Top 10 no 70.3 Ironman Hawaii (uma das provas mais difíceis do circuito profissional), ganhando de nomes consagrados como o campeão mundial de Ironman, o australiano Pete Jacobs.
Em Agosto 2013 no Ironman 70.3 Brasil Guto Antunes repetiu a ótima colocação obtida no Ironman 70.3 Hawaii, chegando em 7º lugar, mantendo uma ótima média de pontuação no ranking mundial. Destaque para o tempo obtido por Guto, os impressionantes 1:18:31 nos duros 21km de Brasília, pace de 3'43"/km – o melhor da prova, único abaixo de 1:20:00.
Durante os anos de 2014 e 2015, Antunes teve mais resultados significativos nos circuito non-draft de triathlon americano, tais como:
- Campeao Tri Rock Series Triathlon  - San Diego
- Top 5 Superfrog Triathlon - Coronado
- Campeao no tradicional Mission Bay Triathlon - San Diego
- Bi-Campeao Long Beach Triathlon - Los Angeles

Em 2016, seus resultados garantiram a possibilidade de mudar aos EUA, alem uma passagem para correr o circuito americano non-draft de triathlon.
Sagrou-se vice-campeão do San Diego Triathlon Series, um dos mais tradicional circuitos de distancia curta "non-draft" da América do Norte.